# Praia do Poço
Poço é uma praia do município de Cabedelo, estado brasileiro da Paraíba. Localiza-se a menos de 20 quilômetros do Centro de João Pessoa, capital do estado, e é vizinha à praia de Intermares. A praia é uma das preferidas pelas famílias da capital para temporada de veraneio. Até a década de 70 havia uma colônia de pescadores jangadeiros, grupos de conquistas e cantadores de roda.